# Howard Lake, Minnesota
Howard Lake là một thành phố thuộc quận Wright, tiểu bang Minnesota, Hoa Kỳ. Năm 2010, dân số của thành phố này là 1962 người.

## Dân số
- Dân số năm 2000: 1853 người.
- Dân số năm 2010: 1962 người.